# Év Kutatóhelye díj
A családtörténet-kutatókat kiemelkedően segítő hazai és külföldi szervezetek (levéltárak, honlapok) kitüntetésére 2011-ben, Budapesten alapított díj.

## Alapítás
A díjat a Magyar Családtörténet-kutató Egyesület (MACSE) alapította 2011-ben.

## A díj odaítélése
A díjat az egyesület tagjai és családtörténet-kutatók szavazatai alapján ítélik oda annak a közgyűjteménynek, amely a családtörténet-kutatóknak kiemelkedő szakmai és emberi segítséget nyújt.
2011-2015 között minden évben két díjat adományoztak: egyet egy hazai, egyet pedig egy külföldi kutatóhelynek. 2016-tól egy harmadik díjat is adományoznak egy internetes kutatóhelynek, adatbázisnak.
A díj átadására a következő év elején, ünnepélyes keretek között kerül sor.

## Díjazottak
- 2011[1][2]
  - Kalocsai Főegyházmegyei Levéltár[3]
  - Osztrák Állami Levéltár Magyar Levéltári Delegációja
- 2012[4]
  - Budapest Főváros Levéltára
  - Az Utolsó Napi Szentek Jézus Krisztus Egyháza által üzemeltetett familysearch.org honlap
- 2013
  - Jász-Nagykun-Szolnok Megyei Levéltár[5][6]
  - Nyitra Megyei Levéltár[7]
- 2014
  - Orosházi Evangélikus Gyülekezet Levéltára[8][9][10]
  - Nemzeti Levéltár Arad Megyei Igazgatósága[11]
- 2015
  - Váci Püspöki és Káptalani Levéltár[12]
  - Kassai Állami Levéltár
- 2016
  - Magyar Nemzeti Levéltár Országos Levéltára[13][14]
  - Hadtörténeti Intézet és Múzeum Bécsi Kirendeltsége
  - Arcanum Újságok
- 2017
  - Állambiztonsági Szolgálatok Történeti Levéltára[15]
  - Bécsi Magyar Levéltári Kirendeltség[16]
  - Hungaricana Közgyűjteményi Portál[17]
- 2018[18][19][20][21][22]
  - Magyar Nemzeti Levéltár Békés Megyei Levéltára,[23] Gyula
  - Erdélyi Genealógiai Társaság,[24] Sepsiszentgyörgy
  - Gudenus János adatbázisai[25] (Magyar Főnemességi Adattár,[26] Magyar Családtörténeti Adattár[27])
- 2019[28]
  - Székesfehérvári Püspöki és Székeskáptalani Levéltár[29]
  - Történelmi Levéltár, Zombor[30]
  - Kalocsai Főegyházmegyei Levéltár E-kutatása[3]
- 2020
  - Magyar Nemzeti Levéltár Veszprém Megyei Levéltára[31]
  - Pécsi Egyházmegyei Levéltár E-Archivum [32]
- 2021[33]
  - Budapest Főváros Levéltára
  - Arcanum Újságok